# نونا پطروسیان
نونا ایوانی پطروسیان (ارمنی: Նոնա Իվանի Պետրոսյան؛  ۲۹ سپتامبر ۱۹۳۷ – ۳ دسامبر ۱۹۹۳) یک بازیگر اهل ارمنستان بود. 

## زندگی‌نامه
وی در ۲۹ سپتامبر ۱۹۳۷ در باکو به دنیا آمد و از فرهنگستان دولتی تئاتر سوندوکیان فارغ‌التحصیل شد. وی همچنین برندهٔ جوایزی همچون هنرمند مردمی ارمنستان شوروی شده است. وی در ۳ دسامبر ۱۹۹۳ در سن ۵۶ سالگی در ایروان به علت بیماری سرطان پستان درگذشت.

## گزیده فیلمشناسی
از فیلم‌ها یا برنامه‌های تلویزیونی که وی در آن نقش داشته است می‌توان به آثار زیر اشاره کرد.
- اوت (۱۹۷۸)
- آرئویک (۱۹۷۸)
- تانگوی کودکی ما (۱۹۸۴)
- آخرین یکشنبه (۱۹۸۵)